# Martin Jensen
Martin Jensen (n. 29 septembrie 1991, Silkeborg) este un DJ danez cunoscut pentru single-ul „Solo Dance” (2016). Jensen mixează în principal tropical house, un subgen al deep house-ului. În octombrie 2016, Jensen s-a clasat pe locul 82 într-un top al celor mai buni 100 de DJ din lume, top realizat de revista britanică DJ Magazine.

## Biografie
Martin Jensen s-a născut pe 29 septembrie 1991 în orașul Silkeborg din regiunea daneză Midtjylland. Jensen este instruit ca mecanic de mașini și contractant. A lucrat câțiva ani ca vânzător pentru Sorring Maskinhandel, o firmă înființată în 1990 de tatăl său, Jørgen Jensen, care face comerț cu mașini. A început să mixeze de mic copil, dar a devenit cunoscut pe plan internațional abia în 2014.

## Carieră
Primul său single se numește „Sí” și este un remix al reacției fotbalistului Cristiano Ronaldo dupa câștigarea Balonului de Aur în 2014. Acesta i-a adus popularitate în rândul țărilor latine. S-a făcut cunoscut publicului cu single-ul „Miracles”, lansat în 2015 în colaborare cu cântărețul danez Bjørnskov. În 2016 a lansat single-ul „Al I Wanna Do” care s-a bucurat de succes pe plan internațional, având peste 60 de milioane de accesări pe Spotify. Ultimul său single, „Solo Dance” (2016), a devenit de asemenea un succes, clasându-se pe locul 44 în Global Top 50 al Spotify, cu peste 1,2 milioane de accesări pe zi.

## Discografie

### Single-uri
| Titlu                                                                                        | An   | Poziție | Poziție | Poziție | Poziție | Poziție | Poziție | Poziție | Poziție | Poziție | Poziție | Poziție | Poziție | Poziție | Poziție | Poziție | Poziție | Poziție | Album |
| Titlu                                                                                        | An   | DNK     | AUS     | AUT     | CAN     | CHE     | CZE     | DEU     | ESP     | FIN     | FRA     | GBR     | IRL     | ITA     | NLD     | NOR     | SWE     | USA     | Album |
| -------------------------------------------------------------------------------------------- | ---- | ------- | ------- | ------- | ------- | ------- | ------- | ------- | ------- | ------- | ------- | ------- | ------- | ------- | ------- | ------- | ------- | ------- | --- |
| „Sí”                                                                                         | 2015 | –       | –       | –       | –       | –       | –       | –       | –       | –       | –       | –       | –       | –       | –       | –       | 55      | –       | style="background: var(--background-color-notice-subtle,#ececec); color: grey; color:var(--color-base, #000);" class="table-na" \| N/A |
| „Night After Night”                                                                          | 2015 | –       | –       | –       | –       | –       | –       | –       | –       | –       | –       | –       | –       | –       | –       | –       | –       | –       | style="background: var(--background-color-notice-subtle,#ececec); color: grey; color:var(--color-base, #000);" class="table-na" \| N/A |
| „Miracles” (feat. Bjørnskov)                                                                 | 2015 | 26      | –       | –       | –       | –       | –       | –       | –       | –       | –       | –       | –       | –       | –       | –       | –       | –       | style="background: var(--background-color-notice-subtle,#ececec); color: grey; color:var(--color-base, #000);" class="table-na" \| N/A |
| „All I Wanna Do”                                                                             | 2016 | 11      | –       | –       | –       | –       | –       | –       | –       | –       | –       | –       | –       | –       | 49      | 10      | 24      | –       | style="background: var(--background-color-notice-subtle,#ececec); color: grey; color:var(--color-base, #000);" class="table-na" \| N/A |
| „Solo Dance”                                                                                 | 2016 | 7       | 40      | 14      | 82      | 17      | 4       | 14      | 99      | 19      | 51      | 7       | 9       | 32      | 20      | 7       | 7       | 17      | style="background: var(--background-color-notice-subtle,#ececec); color: grey; color:var(--color-base, #000);" class="table-na" \| N/A |
| „Middle of the Night” (feat. The Vamps)                                                      | 2017 | –       | –       | –       | –       | –       | –       | –       | –       | –       | –       | 44      | 82      | –       | –       | –       | –       | –       | Night and Day |
| „–” denotă single-uri care nu au apărut în topuri sau nu au fost lansate în țara respectivă. |      |         |         |         |         |         |         |         |         |         |         |         |         |         |         |         |         |         | |